# Теория социальной дезорганизации
Теория социальной дезорганизации — теория в социологии, дающая объяснение преступности как социальному явлению. Имеет сходство с понятием аномии у Дюркгейма. Согласно теории преступление может быть связано с социальными причинами, а не индивидуальными чертами преступника, к примеру рассмотренными в работах Чезаре Ломброзо. К таким социальным факторам теория относит: место жительства человека.

## История
В первой половине XX в. за счет потока иммигрантов и общего перемещения населения США на запад происходило быстрое увеличение населения Чикаго. Процессы, происходящие в городе, были удобны для исследования и послужили формированию Чикагской школы социологии. У её истоков стоял Роберт Парк. Исследуя городской образ жизни он пытался соединить биологические (борьба за выживание) и социальные закономерности. В своей работе «Введение в науку об обществе» (1921 г.) впервые использовал термин «экология человека».

## Теория Парка и Берджесса
Р. Е. Парк и Э. Берджесс (1925) сравнили рост города с экологическими процессами в среде заводской жизни, подчеркивая конкуренцию за землю и другие ресурсы по мере роста населения и расширения городских районов. Процесс конкуренции приводит к изменению, временному равновесию, и снова к изменению. В результате в городских районах происходили значительные перемены, делающие социальные институты неэффективными. Это состояние авторы и назвали «социальной дезорганизацией».
Берджесс предположил, что Чикаго растет в виде концентрических кругов от центра к жилым пригородам. Городское пространство разделяется на своеобразные «экологические ниши», в которых люди имеют схожие социальные характеристики, потому что на них влияют одни и те же факторы. Так во все более процветающей зоне из-за роста стоимости недвижимости и арендных ставок, люди вынуждены мигрировать наружу от центра города. Формировались участки, где жили преимущественно бедные или недавно прибывшие в город люди. По мнению Берджесса, из-за постоянных изменений в районах города всегда будет некоторый уровень конкуренции за ресурсы, и следовательно всегда дезорганизованность социальных институтов.
Общество рассматривалось как живой организм, где изменения отражают естественные характеристики роста, не являясь хаотичными или беспорядочными.
Эта модель известна как Модель концентрических зон города.

## Развитие теории Шоу и Маккеем
Изучая модель поведения в пределах зон города К. Шоу и Г. Маккей (1942) установили, что при делении на 5 зон (центральный деловой и промышленный район, промежуточная зона трущоб, рабочие кварталы, жилые городские кварталы, пригородная зона коттеджей среднего класса) во второй зоне города был наибольший уровень девиантного поведения, которое варьировало от психических болезней до преступности. Совместное воздействие недостатка ресурсов, культурной двусмысленности и частой смены населения привели к неадекватным и нестабильным социальным институтам в этих районах, вследствие чего жители не были социально интегрированы в эти институты или друг с другом. То есть социальные институты не были способны контролировать поведение жителей, регулировать его. Это объяснялось так же тем, что проживание в этих районах не было престижным и желательным, из-за того промышленность и торговля вторгались в зону жилых застроек.
К. Шоу и Г Маккей смогли исключить возможность того, что высокий уровень преступности зависит от ценностей отдельной этнической или расовой группы. Изучая модели преступности и распределения населения на протяжении времени, они заметили, что, несмотря на постоянное изменение преобладающего этнического и расового состава какого-либо района, сохранялся высокий уровень преступности.

## Критика и развитие идеи
На протяжении 1960-х и 1970-х годов теория перестала пользоваться поддержкой. её критиковали за то, что она не придавала значения разнообразию ценностей, существующих в городских районах; не признавала, что общины могут быть организованы, но вокруг иных ценностей, кроме общепринятых, не определяла точно свою главную концепцию — социальную дезорганизацию.
Впрочем, в 90-х годах XX в. к экологическому подходу вновь было обращено внимание. Р. Берсик (1993) в своей системной теории социальной дезорганизации признал, что существуют различные масштабы социального контроля. Системный подход дает четкий перечень взаимоотношений между социальными и структурными характеристиками общин и способами их воздействия на социальный контроль. Р. Берсик проводит различие между первичными взаимоотношениями, вторичными взаимоотношениями и общественными источниками социального контроля.